# Friedrich Knoll

Friedrich Knoll

Friedrich Knoll (* 10. August 1841 in Braunschweig; † 16. März 1900 ebenda) war ein deutscher Stadtgeometer und Autor historisch-topografischer Studien über die Stadt Braunschweig und deren nähere Umgebung.

## Leben

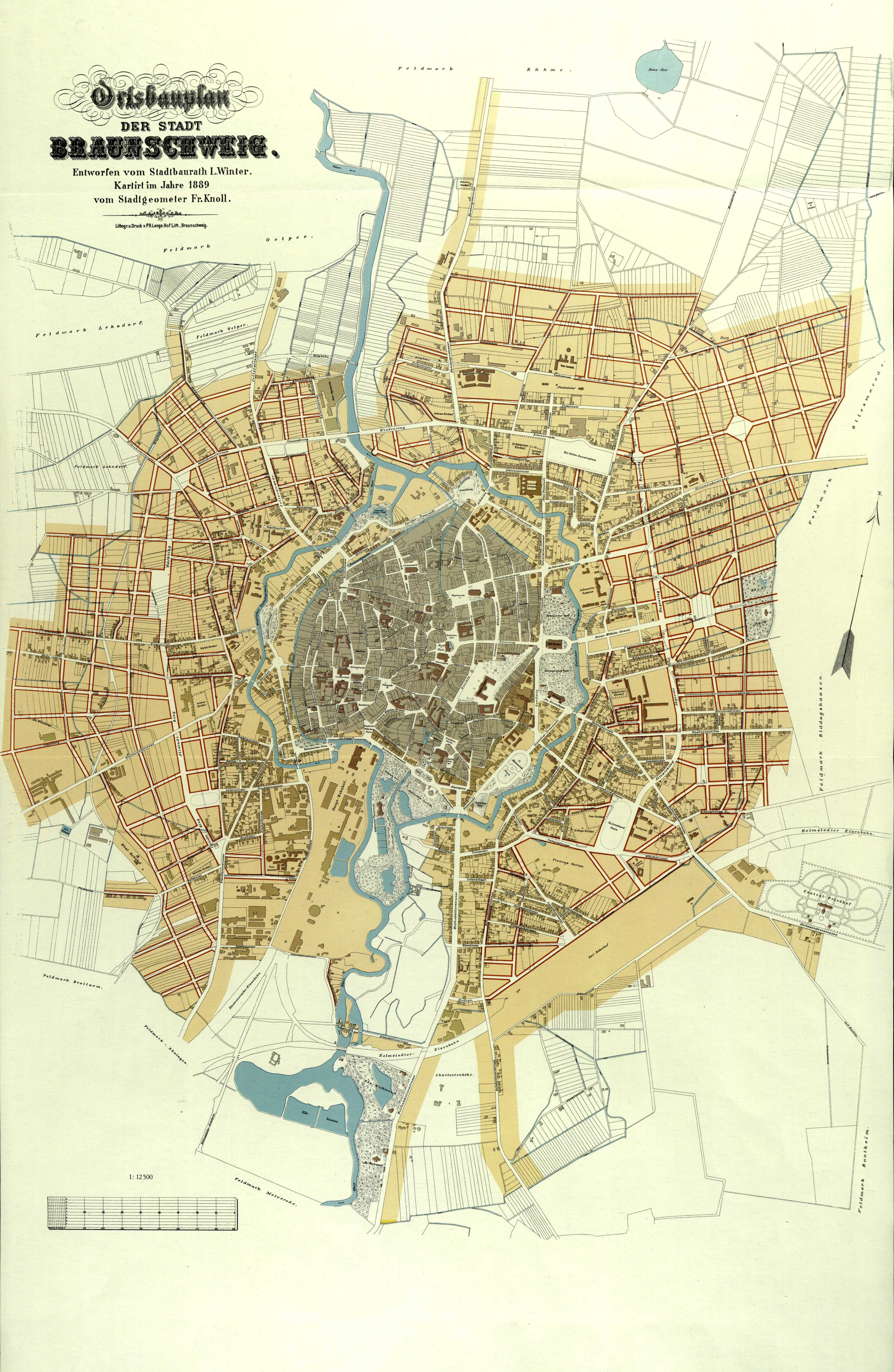
Ortsbauplan der Stadt Braunschweig nach Ludwig Winter, kartiert von Friedrich Knoll im Jahre 1889

Knolls Ausbildung fand in Braunschweig statt. Ab 1861 arbeitete er in Hannover. Zwischen 1862 und 1864 besuchte Knoll Mathematik-Vorlesungen am Collegium Carolinum, dem Vorläufer der heutigen Technischen Universität Braunschweig. Ab 1877 war Knoll in seiner Heimatstadt im städtischen Baubüro angestellt, wo er für die Ausarbeitung des Braunschweiger Ortsbauplanes eingesetzt wurde. Am 1. Januar 1880 folgte dort seine Festanstellung als „Stadtgeometer“. In den Jahren 1882/83 sowie 1886 bis 1889 war Knoll mit der Kartierung der von Stadtbaurat Ludwig Winter entworfenen Ortsbaupläne betraut, die in den kommenden Jahrzehnten die Grundlage für die Braunschweiger Stadterweiterung darstellten. Die im Rahmen seiner beruflichen Tätigkeit gesammelten Kenntnisse veröffentlichte Knoll in mehreren Büchern zur Geschichte der Stadt Braunschweig sowie des Herzogtums Braunschweig.
Im Braunschweiger Stadtteil Gliesmarode wurde ihm zu Ehren eine Straße benannt.

## Werke (Auswahl)

Knolls 1897 erschienene Topographie des Herzogtums Braunschweig

- Braunschweig und Umgebung: Historisch-topographisches Handbuch mit einem Plane der Stadt Braunschweig. 1877.
- Braunschweig und Umgebung: historisch-topographisches Handbuch und Führer durch die Baudenkmäler und Kunstschätze der Stadt. 1881.
- Das Herzogtum Braunschweig: ein Handbuch der gesamten Landeskunde. 1891 (zusammen mit Rudolf Bode).
- Das Herzogtum Braunschweig: Heimatkunde für Schule und Haus. 1881 (zusammen mit Rudolf Bode).
- Die Kirchen der Stadt Braunschweig. 1898.
- Topographie des Herzogtums Braunschweig. 1897.

Im Jahre 1861 hatte Knoll begonnen, Zeitungsausschnitte zur Geschichte Braunschweigs zu sammeln. Nach seinem Tode setzten sein Neffe Paul Schadt und später Vermessungsinspektor Wilhelm Schadt diese Arbeit bis 1955 fort. Die aus 205 Mappen bestehende „Knoll-Schadtsche Sammlung“ befindet sich im Stadtarchiv Braunschweig.